# Национальное собрание Сент-Китса и Невиса
Национальное собрание (англ. National Assembly) — однопалатный парламент. Вместе с монархом Сент-Китса и Невиса формирует законодательный орган согласно Конституции.

## Состав Национального Собрания
Собрание состоит из 14 или 15 членов (в зависимости от обстоятельств), 11 из которых избираются на пятилетний срок в одномандатных избирательных округах и известны как представители. Остальные четыре члена называются сенаторами; трое назначаются генерал-губернатором, а четвёртый — генеральный прокурор (то есть член ex officio).
Конституция 1983 года предусматривает места в Национальном собрании, по крайней мере, для трёх сенаторов или четырёх, если генеральный прокурор не входит в число этих трёх назначенных сенаторов. Это число может быть увеличено парламентом и не должно превышать две трети от числа представителей. Помимо генерального прокурора, сенаторы назначаются генерал-губернатором, двое — по представлению премьер-министра, один — по представлению лидера оппозиции.

## Законодательная власть
Согласно Конституции 1983 года, парламент уполномочен принимать законы о мире, порядке и добром управлении федерацией, за исключением тех областей, которые находятся в исключительной компетенции Собрания острова Невис. После принятия решения Национальным собранием требуется королевская санкция генерал-губернатора Сент-Китса и Невиса.
Для внесения поправок в конституцию требуется квалифицированное большинство в Национальном собрании, составляющее две трети.

## Спикер Национального собрания
Спикер и заместитель спикера избираются членами парламента на первом заседании после парламентском выборов. Они могут не быть членами Национального собрания, но в случае, если они являются таковыми, они не могут быть членами кабинета министров или секретарями парламента.
Нынешний спикер Национального собрания — Ланиен Бланшетт, занимающая этот пост с 25 октября 2022 года.

### Список спикеров Национального собрания
Спикер Законодательного совета Сент-Кристофер-Невис-Ангилья
| Имя                         | Начало полномочий | Окончание полномочий | Прим. |
| --------------------------- | ----------------- | -------------------- | ----- |
| Генри Энтони Камилло Ховард | 1960              | 1962                 | [ 1 ] |
| Милтон Аллен                | 1962              | 1971                 | [ 2 ] |
| Уильям Флориан Гласфорд     | 1971              | август 1978          | [ 3 ] |
| Ада Мэй Эдвардс             | 1978              | 1980                 | [ 4 ] |
| Герман В. Либурд            | 1980              | 1983                 |       |

Спикеры Национального собрания Сент-Китса и Невиса
| Имя                  | Начало полномочий | Окончание полномочий | Прим.       |
| -------------------- | ----------------- | -------------------- | ----------- |
| Айван Бьюкенен       | 1983              | 1985                 | [ 5 ]       |
| Айван Бьюкенен       | 1985              | 1995                 | [ 6 ]       |
| Уолфорд Гамбс        | 1996              | 2004                 |             |
| Марселла Либурд      | 2004              | 2008                 |             |
| Кёртис Мартин        | 18 апреля 2008    | 16 января 2015       |             |
| Франклин Брэнд       | май 2015          | июнь 2016            |             |
| Энтони Майкл Перкинс | июнь 2016         | 25 октября 2022      | [ 7 ] [ 8 ] |
| Ланиен Бланшетт      | 25 октября 2022   | настоящее время      |             |